# Albanees-Griekse grensconflict
Het Albanees-Griekse grensconflict (1949-1950) was een militair conflict op de Balkan. Het werd uitgevochten tussen de strijdkrachten van het Volksrepubliek Albanië en het Koninkrijk Griekenland.
Op 2 augustus 1949 vond er onenigheid plaats tussen Albanië en Griekenland. Begin dat jaar nam het aantal provocaties van Griekenland naar Albanië snel toe. Albanië werd herhaaldelijk aangevallen over land, lucht en zee. Het gebied langs de grens van Vidohova in Devolli tot Konispol in Sarandë werd flink bestookt. Het was duidelijk dat Griekenland een oorlogsplan had, dat werd gesteund door Joegoslavië. Het Albanees Volksleger, onder bevel van Enver Hoxha,  wist de Grieken uiteindelijk te verjagen waardoor een invasie van Griekenland op Albanië uitbleef. Griekenland trok zijn troepen terug. Dit was het begin van het Albanees-Joegoslavisch conflict tussen 1950 en 1954.